# Francisco Antonio Pavón
Francisco Antonio Pavón Rodríguez, meglio noto come Francisco Pavón (La Ceiba, 28 gennaio 1977), è un ex calciatore honduregno, di ruolo centrocampista.

## Carriera

### Club
Inizia la sua carriera calcistica nella squadra del Victoria, squadra della sua città natale, dove rimane fino al 1999, quando si trasferisce in Austria per giocare nel Bad Bleiberg, insieme ai suoi connazionali Walter López, Reynaldo Clavasquín e Juan Cárcamo. Dopo l'esperienza austriaca, finita nel 2002, torna in Honduras per vestire le maglie del Motagua, del Platense e del Vida. Nel 2007 si allontana nuovamente dall'Hondura per trasferirsi in Turchia per giocare nel Belediye Bingölspor, dove rimane solo per una stagione, per poi trasferirsi in Guatemala nello Xelajú Mario Camposeco. Dopo l'esperienza in Guatemala, nel 2009 torna in patria per vestire nuovamente la maglia del Vida, squadra in cui chiude la carriera nel 2012.

### Nazionale
Nel 2000 ha partecipato, insieme alla selezione honduregna, alla CONCACAF Gold Cup e ai Giochi della XXVII Olimpiade di Sydney.